# Tour-moulin de Ségadènes
La tour-moulin de Ségadènes est un monument historique situé à Ségadènes à bord de la Thèze, sur le territoire de la commune de Soturac dans le Lot (Occitanie).

## Historique
Il n'existe pas de texte concernant cet édifice avant le XVe siècle.
La tour située près d'un étang, dans la vallée de la Thèze, possède des baies géminées de la fin du XIIIe siècle avec des chapiteaux sculptés. La présence d'archères témoigne que c'était un repaire noble sans avoir un véritable usage militaire. La tour a peut-être été construite par le frère du pape Jean XXII. Cette hypothèse s'appuie sur le fait que le moulin situé immédiatement en aval porte le nom de Frésapa. Ce nom se retrouve pour un château situé au bord du Lot, près de Saint-Sylvestre-sur-Lot. Ce nom est celui de la deuxième femme de Pierre Duèze, vicomte de Carmaing, Jeanne Frésapa.
Les premiers occupants connus sont les de Jas, du Jas ou d'Ajas, famille de forgerons originaire des Pyrénées. Ils se sont installés à Ségadènes après la guerre de Cent Ans où ils ont implanté un moulin à fer ou forge.
Noble Arnaud de Jas est le seigneur du manoir de Ségadènes, du repère de Faure et des terres de la Rouquette en 1450 situés dans la juridiction de Montcabrier. Son fils, Jean de Jas, a eu un autre Arnaud et un François de Jas. François, seigneur du Cayrel, a épousé Catherine Hébrard du Rocal, une branche de la famille Hébrard de Saint-Sulpice. Arnaud de Jas s'est marié avec Jeanne de Beauville, le 29 novembre 1535. De ce mariage sont nées trois filles dont Marie de Jas. Marie de Jas a épousé en premières noces, en 1579, Jean Antoine de Viguier, écuyer du roi dans la Grande écurie, qui meurt en 1586. 
Marie de Jas se remarie par contrat du 3 décembre 1589 avec Jean III du Rieu (Durieu),, écuyer, seigneur de Rives de la branche des seigneurs de la Lantairie et de Najac. Dans son testament de 1594, Jean du Rieu indique qu'il a pour enfants Pierre III du Rieu, Martial du Rieu, Marguerite du Rieu. Dans son testament de 1629, Marie de Jas, divise ses biens entre ses enfants et assure le domaine de Ségadènes à son fils aîné du second lit, Pierre du Rieu
Au début du XVIIe siècle, la tour-moulin appartient à Pierre du Rieu, seigneur de Ségadènes, gentilhomme de la chambre du roi en 1622. Il a fondé la branche du Rieu de Séverac.
L'édifice a été inscrit au titre des monuments historiques le 29 octobre 2013,.

## Description
La maison forte de Ségadènes est associée à un moulin sur la Thèze.